# پل الوم (ویرجینیای غربی)
پل الوم، غرب ویرجینیا (به انگلیسی: Alum Bridge, West Virginia) یک منطقهٔ مسکونی در ایالات متحده آمریکا است که در ویرجینیای غربی واقع شده‌است.

## خصوصیات
پل الوم ۲۴۹٫۹۴ متر بالاتر از سطح دریا واقع شده‌است.